# Эрбах (Оденвальд)
Эрбах (нем. Erbach) — город в Германии, районный центр, расположен в земле Гессен. Подчинён административному округу Дармштадт. Входит в состав района Оденвальд. Население составляет 13 331 человек (на 31 декабря 2010 года). Занимает площадь 61,53 км². Официальный код — 06 4 37 006. Подразделяется на 12 городских районов.
В Средние века — столица графства Эрбах-Эрбах. Главная достопримечательность — барочный дворец правителей графства.